# فرودگاه رازر
فرودگاه رازر (انگلیسی: Razer Airport) یک فرودگاه عمومی برای خدمات رسانی به کران و منجان، بدخشان، افغانستان است.